# Pleiacanthus spinosus
Pleiacanthus spinosus là một loài thực vật có hoa trong họ Cúc. Loài này được (Nutt.) Rydb. miêu tả khoa học đầu tiên năm 1917.